# Torneo de Lyon 2017
El Open Parc Auvergne-Rhône-Alpes Lyon 2017 fue un torneo de tenis que pertenece a la ATP en la categoría de ATP World Tour 250. Fue la primera edición del torneo y se disputó del 21 al 27 de mayo de 2017 sobre polvo de ladrillo en Lyon, Francia.

## Distribución de puntos
| Modalidad            | Campeón | Finalista | Semifinales | Cuartos de final | 2ª ronda | 1ª ronda | Clasificados | 2ª ronda de clasificación | 1ª ronda de clasificación |
| Individual masculino | 250     | 165       | 100         | 50               | 25       | 0        | 13           | 7                         | 0                         |
| Dobles masculino     | 250     | 150       | 90          | 45               | 20       | 0        | -            | -                         | -                         |

## Cabezas de serie

### Individuales masculino
| Tenista               | Ranking | Preclasificado |
| Milos Raonic          | 6       | 1              |
| Jo-Wilfried Tsonga    | 12      | 2              |
| Tomáš Berdych         | 13      | 3              |
| Nick Kyrgios          | 18      | 4              |
| Gilles Simon          | 31      | 5              |
| Juan Martín del Potro | 34      | 6              |
| Borna Ćorić           | 41      | 7              |
| Benoît Paire          | 44      | 8              |

- Ranking del 15 de mayo de 2017

### Dobles masculino
| Tenista                      | Ranking | Preclasificado |
| Ivan Dodig Marcel Granollers | 31      | 1              |
| Fabrice Martin Daniel Nestor | 53      | 2              |
| Oliver Marach Mate Pavić     | 69      | 3              |
| Brian Baker Nikola Mektić    | 74      | 4              |

## Campeones

### Individual masculino
Jo-Wilfried Tsonga venció a  Tomáš Berdych por 7-6(2), 7-5

### Dobles masculino
Andrés Molteni /  Adil Shamasdin vencieron a  Marcus Daniell /  Marcelo Demoliner por 6-3, 3-6, [10-5]